# Saulvaux
Saulvaux és un municipi francès situat al departament del Mosa i a la regió del Gran Est. L'any 2007 tenia 136 habitants.

## Demografia

### Població
El 2007 la població de fet de Saulvaux era de 136 persones. Hi havia 48 famílies, de les quals 12 eren unipersonals (4 homes vivint sols i 8 dones vivint soles), 12 parelles sense fills, 16 parelles amb fills i 8 famílies monoparentals amb fills.
La població ha evolucionat segons el següent gràfic:
Habitants censats

### Habitatges
El 2007 hi havia 64 habitatges, 49 eren l'habitatge principal de la família, 10 eren segones residències i 5 estaven desocupats. 62 eren cases i 2 eren apartaments. Dels 49 habitatges principals, 44 estaven ocupats pels seus propietaris i 5 estaven llogats i ocupats pels llogaters; 3 tenien dues cambres, 9 en tenien tres, 11 en tenien quatre i 26 en tenien cinc o més. 42 habitatges disposaven pel capbaix d'una plaça de pàrquing. A 20 habitatges hi havia un automòbil i a 20 n'hi havia dos o més.

### Piràmide de població
La piràmide de població per edats i sexe el 2009 era:
| Homes | Edats   | Dones |
| ----- | ------- | ----- |
| 0     | 95 o +  | 0     |
| 0     | 90 a 94 | 0     |
| 4     | 85 a 89 | 0     |
| 0     | 80 a 84 | 4     |
| 0     | 75 a 79 | 0     |
| 0     | 70 a 74 | 0     |
| 4     | 65 a 69 | 8     |
| 4     | 60 a 64 | 8     |
| 4     | 55 a 59 | 4     |
| 0     | 50 a 54 | 0     |
| 4     | 45 a 49 | 0     |
| 0     | 40 a 44 | 0     |
| 12    | 35 a 39 | 8     |
| 8     | 30 a 34 | 8     |
| 0     | 25 a 29 | 4     |
| 0     | 20 a 24 | 0     |
| 0     | 15 a 19 | 4     |
| 8     | 10 a 14 | 4     |
| 4     | 5 a 9   | 0     |
| 0     | 0 a 4   | 0     |

## Economia
El 2007 la població en edat de treballar era de 76 persones, 52 eren actives i 24 eren inactives. De les 52 persones actives 49 estaven ocupades (26 homes i 23 dones) i 3 estaven aturades (1 home i 2 dones). De les 24 persones inactives 8 estaven jubilades, 6 estaven estudiant i 10 estaven classificades com a «altres inactius».
Activitats econòmiques
Dels 3 establiments que hi havia el 2007, 1 era d'una empresa de fabricació d'altres productes industrials, 1 d'una empresa de comerç i reparació d'automòbils i 1 d'una empresa de serveis.
L'any 2000 a Saulvaux hi havia 10 explotacions agrícoles que ocupaven un total de 1.940 hectàrees.

## Poblacions més properes
El següent diagrama mostra les poblacions més properes.